# Terry Pegula

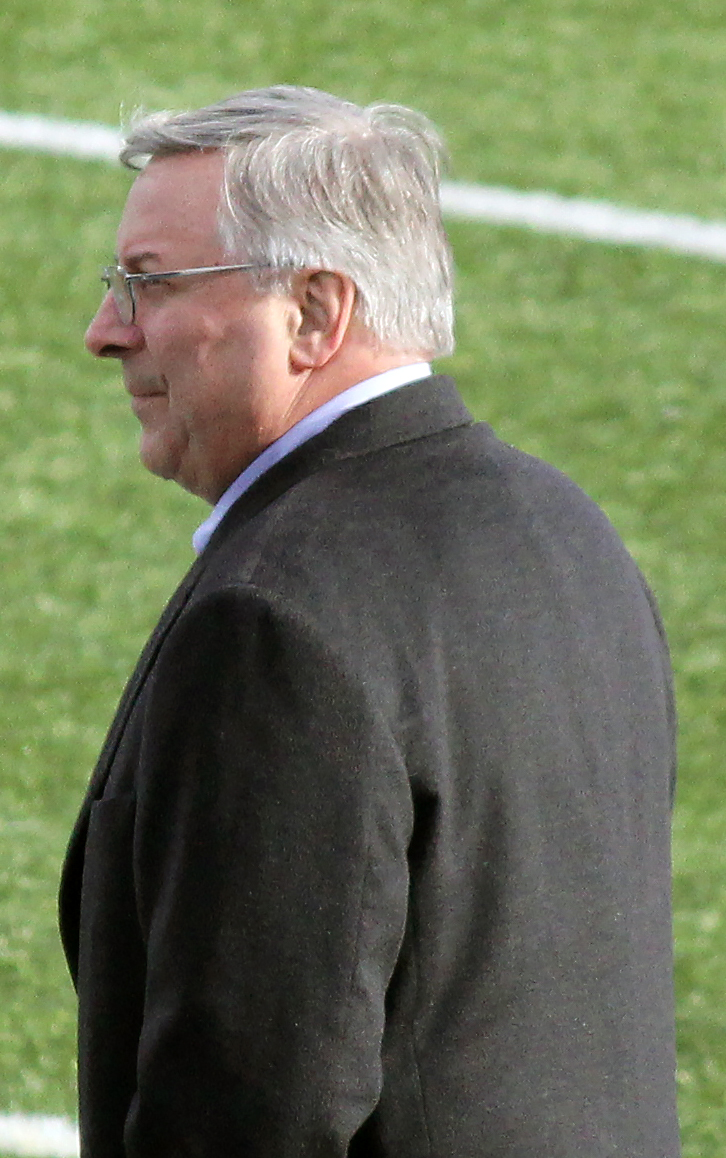
Pegula em 2015.

Terrence "Terry" Michael Pegula (Carbondale, 27 de março de 1951) é um empresário bilionário americano e engenheiro de petróleo. Ele é o proprietário da Pegula Sports and Entertainment, dona do Buffalo Sabres da National Hockey League (NHL) e, com sua esposa Kim Pegula, do Buffalo Bills da National Football League (NFL). Acumulou sua fortuna por meio de investimentos em fraturamento hidráulico, ele tem investimentos no desenvolvimento de gás natural, imóveis, entretenimento e esportes profissionais. Seu patrimônio líquido é superior a US$ 7 bilhões.

## Vida pessoal
Pegula nasceu em Carbondale, Pensilvânia. Seu pai trabalhava como motorista de caminhão e mineração de carvão. Ele cursou o ensino médio na Scranton Preparatory School. De lá, ele cursou a faculdade na Penn State University, onde obteve o título de bacharel em engenharia de petróleo e gás natural. A partir de 1985, ele residia em Allegany, Nova York.
Ele atualmente mora em Boca Raton, Flórida, junto com sua segunda esposa, Kim Pegula (nascida Kerr), que cresceu em Fairport, Nova York, e se formou no Houghton College. Kim nasceu em Seul, Coreia do Sul, e aos 5 anos, ela foi adotada em 1974 por Ralph e Marilyn Kerr. Ele tem cinco filhos, dois de um casamento anterior (Michael e Laura) e três com Kim (Jessica, Kelly e Matthew). Jessica Pegula é uma das 10 melhores tenistas do circuito profissional da Women's Tennis Association. Pegula possui um grande iate, batizado de Top Five.

## Visão política
Embora Pegula tenha sido identificado como republicano, ele não fala publicamente sobre suas opiniões políticas específicas. Pegula e sua esposa fizeram doações políticas para políticos de ambos os partidos, geralmente para os já eleitos. Em 2010, Pegula e sua esposa doaram US$ 305.000 para a campanha do republicano Tom Corbett durante a corrida para governador da Pensilvânia; eles foram os maiores contribuintes para o então procurador-geral da Pensilvânia. Em Nova York, Pegula e sua esposa doaram US$ 25.000 para a campanha do governador de Nova York, Andrew Cuomo, durante as eleições de 2014 e também doaram US$ 12.000 para o prefeito de Buffalo, Byron Brown, US$ 2.500 para o senador americano Chuck Schumer e US$ 250 para o senador estadual Tim Kennedy, todos Democratas. Pegula expressou apoio à legalização de empresas de compartilhamento de viagens no interior do estado de Nova York, a única área onde na época permanecia ilegal (a partir de 2017, o estado de Nova York havia legalizado apenas na cidade de Nova York) e anunciou a intenção de fazer parceria com o Uber para fornecer transporte para Eventos esportivos de Pegula.